# Kulturåret 1798

## Händelser
- 15 april – Carl Stridsbergs pjäs Friman eller Den enslige och de resande fruntimren har urpremiär på Munkbroteatern i Stockholm [1].
- Oktober – Mårten Alténs pjäs Den förföljda oskulden har urpremiär på Dramaten i Stockholm [2].
- okänt datum – Kungliga teatrarnas monopol i Stockholm fram till 1842.

## Födda
- 31 januari – Carl Gottlieb Reissiger (död 1859), tysk tonsättare.
- 9 mars – Mathilda Berwald (död 1877), svensk (ursprungligen finländsk) konsertsångare.
- 19 april – Andrea Maffei (död 1885), italiensk poet.
- 26 april – Eugène Delacroix (död 1863), fransk konstnär.
- 12 maj – Alphonse Périn (död 1874), fransk målare.
- 29 juli – Carl Blechen (död 1840), tysk landskapsmålare och professor.
- 28 augusti – August Berwald (död 1869), svensk violinist och kompositör.
- 8 september – Bonaventura Genelli (död 1868), tysk målare.
- 13 oktober – Herman Wilhelm Bissen (död 1868), dansk skulptör.
- 28 oktober – Henri Bertini (död 1876), fransk pianist och tonsättare.
- 4 december – Mats Olof Andersson (död 1870), svensk dalmålare.
- okänt datum – Lovisa Charlotta Borgman (död 1884), svensk violinist.
- okänt datum – Jeanna Åkerman (död 1859), svensk tonsättare och organist.

## Avlidna
- 20 januari – Christian Cannabich (född 1731), tysk violinist och tonsättare.
- 24 februari – Abraham Hülphers (född 1734), svensk skriftställare, topograf och genealog.
- 15 juli – Gaetano Pugnani, violinist (född 1731) italiensk violinist.
- okänt datum – Madeleine de Puisieux (född 1720), fransk författare och feminist.